# Wasbankspruit (Buffalo)
El Wasbankspruit és un rierol que flueix al nord-oest de KwaZulu-Natal, Sud-àfrica. El rierol desemboca al riu Buffalo que més tard s'uneix al riu Tugela.